# 希蘭堡區

33°47′19″N 3°08′27″E / 33.788564°N 3.140717°E
希蘭堡區（阿拉伯语：‎），是阿爾及利亞的行政區，位於該國中部，由艾格瓦特省負責管轄，首府設於希蘭堡，面積2,700平方公里，2008年人口33,462，人口密度每平方公里12人。